# Rhythm & Blues (album, Buddy Guy)
Rhythm & Blues je šestnácté studiové album amerického bluesového zpěváka a kytaristy Buddyho Guye. Vydáno bylo 30. července 2013 společností RCA Records a jeho producentem byl Tom Hambridge, který s Guyem spolupracoval již v minulosti. Na albu se podílelo několik hostů, včetně Beth Hart, Kid Rocka či tří členů skupiny Aerosmith. V hitparádě Billboard 200 se deska umístila na 27. příčce a během prvního týdne se prodalo 10 000 kusů alb.

## Seznam skladeb
Disk 1 – Rhythm
1. Best in Town – 4:55
2. Justifyin' – 3:23
3. I Go by Feel – 4:15
4. Messin' with the Kid – 2:33
5. What's Up with That Woman – 4:02
6. One Day Away – 3:44
7. Well I Done Got Over It – 2:55
8. What You Gonna Do About Me – 4:39
9. The Devil's Daughter – 5:15
10. Whiskey Ghost – 4:36
11. Rhythm Inner Groove – 0:34

Disk 2 – Blues
1. Meet Me in Chicago – 3:45
2. Too Damn Bad – 3:06
3. Evil Twin – 5:23
4. I Could Die Happy – 4:13
5. Never Gonna Change – 3:20
6. All That Makes Me Happy Is the Blues – 4:36
7. My Mama Loved Me – 3:33
8. Blues Don't Care – 3:26
9. I Came Up Hard – 5:28
10. Poison Ivy – 2:50

## Obsazení
- Buddy Guy – zpěv, kytara
- Tom Hambridge – bicí, zvony, tamburína, doprovodné vokály
- Reese Wynans – klavír, Hammondovy varhany, elektrické piano
- Kevin McKendree – klavír, Hammondovy varhany, elektrické piano
- Michael Rhodes – basa
- Tommy McDonald – basa
- David Grissom – kytara
- Rob McNelley – kytara
- The McCrary Sisters – doprovodné vokály
- Jessica Wagner-Cowan – doprovodné vokály
- Herschel Boone – doprovodné vokály
- Shannon Kurfmann – doprovodné vokály
- Wendy Moten – doprovodné vokály
- Muscle Shoals Horns
  - Charles Rose – pozoun
  - Steve Herrman – trubka
  - Jim Horn – barytonsaxofon
  - Harvey Thompson – tenorsaxofon
- Kid Rock – zpěv
- Keith Urban – kytara, zpěv
- Beth Hart – zpěv
- Steven Tyler – zpěv
- Joe Perry – kytara
- Brad Whitford – kytara
- Gary Clark, Jr. – kytara, zpěv